# Курсле сир Вион
Курсле сир Вион (фр. Courcelles-sur-Viosne) је насељено место у Француској у региону Париски регион, у департману Долина Оазе.
По подацима из 2011. године у општини је живело 307 становника, а густина насељености је износила 85,04 становника/km².

## Демографија
| 1962. | 1968. | 1975. | 1982. | 1990. | 2011. |
| ----- | ----- | ----- | ----- | ----- | ----- |
| 205   | 207   | 221   | 257   | 287   | 307   |